# Anacassis
Anacassis is een geslacht van kevers uit de familie bladkevers (Chrysomelidae).
De wetenschappelijke naam van het geslacht werd in 1913 gepubliceerd door Spaeth.

## Soorten
- Anacassis fuscata (Klug, 1829)
- Anacassis nigroscutata Swietojanska, 2003